# 别驾
別駕，全稱別駕從事史，又稱別駕從事，中國古代職官名。漢置，為州刺史的佐官，雖然品級不高，漢朝時的俸禄僅有三百石，但權力卻相當大，为州府中总理众务之官，因此地位也較高，出巡時不與刺史同乘一車駕，故稱為別駕。
魏晉南北朝時期，沿襲設置。作為州府中總理眾事務的官員。隋初，因廢郡存州，故更名為“長史”。唐初，曾改郡丞為別駕，高宗時期又改為長史。後廢置無定例。宋代，因通判一職近似別駕，故別駕成為了通判的習稱。